# 체르노빌 다이어리
《체르노빌 다이어리》(영어: Chernobyl Diaries)는 2012년 공개된 미국의 파운드 푸티지 공포 스릴러 영화이다. 체르노빌 원자력 발전소 사고를 소재로 삼았다.

## 줄거리
크리스는 여자친구 내털리, 친구 어맨다와 유럽 여행 중에 우크라이나 키이우에 사는 형 폴에게 들린다. 크리스는 러시아 모스크바에서 내털리에게 청혼할 생각이라고 폴에게 털어놓는다.
폴은 1986년 사고가 터졌던 체르노빌 원자력 발전소와 아주 근접한, 버려진 마을 프리퍄티로 극한 관광을 가보자고 제안한다. 크리스는 반대하지만 폴은 강경하다. 이들은 배낭족 커플인 노르웨이인 조이와 오스트레일리아인 마이클, 그리고 여행 인솔자 유리와 우크라이나 내지를 한참 달린 끝에 체르노빌 제외 구역 검문소에 도착하지만 우크라이나 군인에게 입장을 거부 당한다.
유리는 몇 년 전에 자신이 발견한 다른 진입로로 일행을 데려간다. 이들은 도중 강변에서 물 밖에서 숨을 쉬는 돌연변이 물고기들을 목격하고 방사선증을 걱정하는데, 유리가 가이거 계수기를 보여주며 괜찮다고 안심시킨다. 이들은 아파트 위층으로 올라가 멀리 지평선 근처의 체르노빌 원자력 발전소를 관찰하고, 아파트 복도 끝에서 갑자기 곰이 나타나는 소동도 겪는다.
이들은 해가 지기 전에 프리퍄티를 떠나려고 승합차에 오르는데 차 전선이 갉아 뜯겨져 운전이 불가능한 상태임을 발견한다. 라디오로 끝없이 통신을 시도하지만 실패하고, 20 km 떨어진 검문소까지 걸어갈지 도움의 손길을 기다릴지 고민하던 중 밖에서 이상한 소음이 들리자 유리가 총을 챙겨 조사를 하러 나가고 크리스도 뒤쫓아간다. 어둠 속에서 총소리가 들리자 폴이 나가서 다리가 심각하게 훼손된 크리스를 데려온다. 크리스는 “그들”이 유리를 데려갔다고 한다.
이들은 개들이 차 창문에 달려들어 공포에 질린 가운데 차 안에서 하룻밤을 꼴딱 보낸다. 다음 날 폴, 마이클, 어맨다는 핏자국을 따라 버려진 카페에 도달해 마구잡이로 훼손된 유리의 시체를 발견한다. 이들은 유리의 총을 회수한 뒤 건물 안을 돌아다니는 생명체를 간신히 따돌리고 승합차로 돌아온다. 어맨다는 사진기에 찍힌 결과물 속에서 인간을 닮은 생명체를 확인한다. 내털리는 부상을 입은 크리스와 뒤에 남고, 검문소로 향한 폴, 어맨다, 마이클, 조이는 낡고 부식된 차들이 정차돼있는 주차장에서 승합차에 적합한 교체용 케이블을 찾아 기뻐한다.
이들은 개들과 돌연변이 물고기에게 쫓기는 와중에 무사히 승합차로 돌아오지만 차는 뒤집혀있을 뿐만 아니라 아예 조각조각 찢겨져있다. 남겨진 내털리의 비디오 카메라에는 내털리와 크리스가 인간 형태의 돌연변이들에게 공격을 당해 붙잡힌 정황을 촬영한 녹화분이 담겨있다. 이들은 둘을 찾아 한 낡은 건물 안으로 들어갔다가 또 돌연변이들에게 쫓긴다. 그 와중에 내털리를 구하지만 어느 신비한 소녀 때문에 잠시 방심했을 때 내털리가 다시 끌려가고 만다.
폴, 어맨다, 마이클, 조이는 떼로 득실거리는 돌연변이를 피해 지하 통로로 후퇴하지만 마이클마저 잡혀간다. 이들은 크리스가 샀던 약혼 반지를 발견하지만 크리스는 찾지 못한다. 사다리를 올라타고 도망치던 중 돌연변이들이 조이를 밑으로 끌어내리고, 어맨다와 폴만이 도망쳐 노출된 노심 바로 옆의 길로 나오게 된다. 방사선 노출 수준이 급격히 높아져 계수기에서 경고음이 나기 시작하고 피부엔 물집이 돋는다. 내털리의 시체를 발견한 어맨다는 오열한다.
사투를 벌여 돌연변이들을 가까스로 처치하고 원자로 건물 밖으로 완전히 빠져나온 어맨다와 폴은 대기하던 우크라이나 군대와 마주친다. 방사능 때문에 장님이 된 폴은 멈추라는 명령을 듣지 않고 걸어가다가 총에 맞아 숨지고, 어맨다는 의식을 잃었다가 들것 위에서 깨어난다. 방호복을 입은 의사들은 그간 보아온 생명체들이 도망친 환자들이라고 알려주고, 어맨다가 너무 많은 것을 알게 됐다는 판단 하에 어맨다를 다시 붙잡혀온 환자들이 우글거리는 어둑한 방 안에 강제로 집어넣는다. 문이 닫히고 환자들이 전부 어맨다를 덮쳐 죽이는 장면으로 영화는 끝이 난다.

## 출연진
- 조너선 서다우스키 - 폴 역
- 제시 매카트니 - 크리스 역
- 데빈 켈리 - 어맨다 역
- 올리비아 테일러 더들리 - 내털리 역
- 잉리 볼쇠 베르달 - 조이 역
- 네이선 필립스 - 마이클 역
- 디미트리 디어첸코 - 유리 역
- 밀로시 티모티예비치 - 우크라이나 검문소 경비 역
- 엘릭스 펠드먼 - 의무병 골드시미트 역
- 크리스토프 콘래드 - 의무병 그로츠키 역

## 기타 제작진
- 총괄 제작: 앤드루 A. 코소브, 롭 카원, 브로더릭 존슨
- 라인 제작: 안젤리야 블라이사블례비치
- 배역: 테리 테일러
- 미술: 알렉산다르 데니치
- 세트: 미나 부리치
- 의상: 모미르카 바일로비치
- 동시 녹음: 더글러스 머리